# Anders Walter
Anders Walter (Aarhus, Dinamarca, 5 de fevereiro de 1978) é um cineasta dinamarquês. Como reconhecimento, venceu, no Oscar 2014, a categoria de Melhor Curta-metragem por Helium.